# Reeth
Reeth – wieś w Anglii, w hrabstwie North Yorkshire, w dystrykcie (unitary authority) North Yorkshire. Leży 74 km na północny zachód od miasta York i 342 km na północ od Londynu. Miejscowość liczy 750 mieszkańców.